# Su Olosti
Der nuraghische Brunnen von Su Olosti (italienisch fontana nuragica Su Olosti genannt) liegt etwa drei Kilometer südlich von Orgosolo in der Provinz Nuoro auf Sardinien. 
Die Architektur der Quelle von Su Olosti verweist darauf, dass es sich nicht um einen Wasserkultplatz handelt, wie bei vielen anderen nuragischen Brunnen und Quellen auf Sardinien (Li Paladini, Mitza Pidighi), sondern um einen gewöhnlichen Brunnen, der die bronzezeitlichen Gemeinden mit Wasser versorgte. Es fließt immer noch Wasser aus der Quelle.